# Centro Stile Fiat

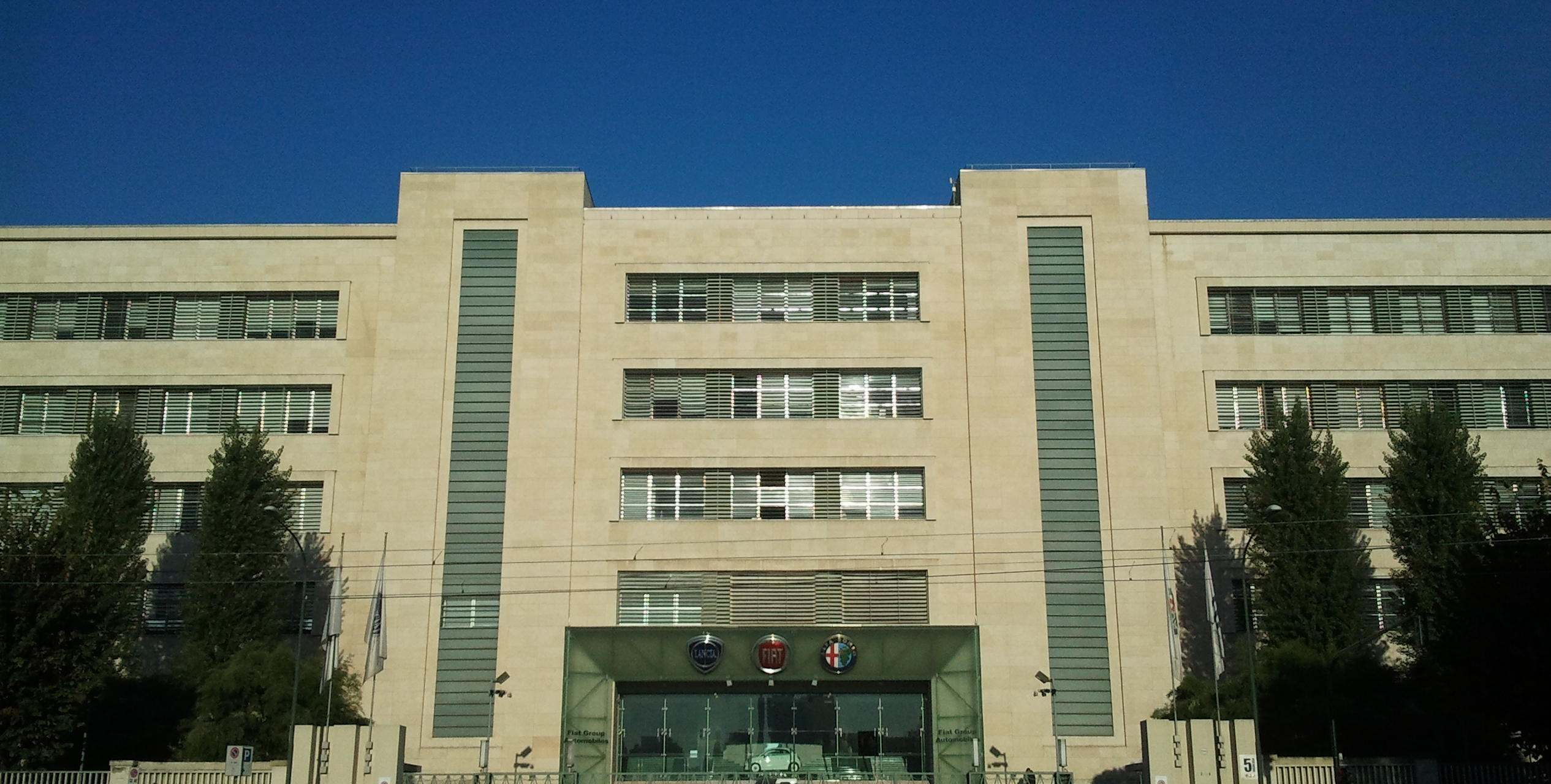
Vista de la fábrica de Fiat Mirafiori, donde actualmente se encuentra el centro

El Centro Stile Fiat es el centro de diseño de Fiat S.p.A.. Desde julio de 2007 se encuentra ubicado en una uno de los antiguos talleres de la fábrica de Mirafiori, reconvertido actualmente en el llamado «Taller 83» compartiendo sede con Abarth. La sede ocupa una superficie cubierta de 12.500 metros cuadrados y se prevé que 8.100 metros cuadrados se añada posteriormente fuera del edificio principal. Contiene entre otros el Fiat Reality Center, una sala de reuniones, dos zonas para la presentación de modelos, además de una amplia superficie de exposición al aire libre. El Centro Stile Fiat es el encargado de muchas de las actividades de estilo del grupo. En el centro se diseñan los nuevos modelos de las marcas Fiat, Lancia, Alfa Romeo, Abarth, Maserati, Fiat Professional, Iveco y CNH. En el trabajan alrededor de 200 personas. Desde junio de 2007 su responsable y coordinador de todas las actividades del centro es Lorenzo Ramaciotti.

## Departamentos
El centro está organizado en nueve departamentos diferentes: 
- Fiat y Abarth bajo la responsabilidad del diseñador Roberto Giolito.

- Alfa Romeo, Lancia y Maserati bajo la responsabilidad del diseñador Marco Tencone.

- Fiat Professional, IVECO y CNH bajo la responsabilidad del diseñador Peter Jansen.

- Estilo bajo la responsabilidad de Alberto Dilillo.

- Colores y materiales bajo la responsabilidad del arquitecto Scarlett Huasco.

- CAD y pre-ingeniería bajo la responsabilidad del ingeniero Andrea Mainini.

- Taller bajo la responsabilidad del ingeniero Valerio Gullino.

- Planificación bajo la responsabilidad del ingeniero Darío Rebola.

## Historia
El primer Centro de Estilo Fiat, diseñado como una organización autónoma e inscrito independientemente, nació en enero de 1959 y se estableció en Via Settembrini de Turín. En 1960 fue transferido temporalmente a Via Correggio hasta encontrar un lugar estable en 1961 en Strada della Manta 22, donde permaneció hasta 2007. El centro inicialmente estaba dirigido por el ingeniero y diseñador Dante Giacosa, cual es considerado como el «padre» del histórico Centro Stile Fiat.

## Centro de estilo en Brasil
El Centro Stile Fiat tiene una delegación en Brasil. Es la única que existe fuera de Italia. Su objetivo es adaptar los diferentes diseños a la realidad local del mercado. Se encuentra ubicado en la planta de Fiat en Betim. Ha sido el promotor del proyecto Fiat Mio, el primer concept-car diseñado colectivamente en Internet bajo licencia Creative Commons.

## Principales prototipos
Fiat
- Fiat ESV, Turín 1971
- Fiat X1/23, Turín 1974
- Fiat SCIA, Turín 1993
- Fiat Downtown, Turín 1993
- Fiat Ecobasic, Ginebra 2000
- Fiat Trepiùno, Ginebra 2004
- Fiat Oltre, Bolonia 2005

- Véase también: Prototipos de Fiat

Lancia
- Lancia Dialogos, Turín 1998
- Lancia Nea, París 2000
- Lancia Stilnovo, Barcelona 2003
- Lancia Fulvia Coupé, 2004

- Véase también: Prototipos de Lancia

Alfa Romeo
- Alfa Romeo Proteo, Ginebra 1991
- Alfa Romeo Nuvola, París 1996
- Alfa Romeo Kamal, Ginebra 2003
- Alfa Romeo 8C Competizione, Fráncfort 2003

- Véase también: Prototipos de Alfa Romeo

## Premios y reconocimientos
Fiat Multipla
- Top Gear U.K. Car of the year, Londres 1999
- Top Gear U.K. Best Family car, Londres 1999
- Top Gear U.K. Best Family car, Londres 2000
- Car Design Award, Auto & Design “Best concept car design”, Turín 1996

Fiat Ecobasic
- Automotive World, “Best Design Team”, París 2000
- Automotive News, “Best Concept Car Interior”, París 2000

Fiat 500 (2007)
- World Car Design of the Year, Nueva York 2009
- Premio Innovazione e Ricerca, Presidencia de la República Italiana, Roma 2009

Alfa Romeo 156
- Auto più Bella del Mondo, Automobilia, Italia, 1998
- Trophee du Design, Automobile Magazine, Francia, 1998
- European Award of Automotive Designe, Bélgica, 1998
- The Best Performance in Styling, Autovisie, Holanda, 1998
- Dream Car of the Year, Auto Moto, Polonia, 1998

Alfa Romeo 147
- Trophées du Design 2000, Automobile Magazine, Francia, 2000
- Prix Européen du Design Automobile 2001, Bélgica, 2001

Alfa Romeo 166
- L'Automobile più Bella del Mondo (categoría de grandes berlinas), Automobilia, 2003

Alfa Romeo GT
- Trophée du Design, L'Automobile Magazine, Francia, 2004
- L'Automobile più Bella del Mondo (categoría coupé y cabriolet), Automobilia, 2004
- The Most Beautiful Car in the Czech Republic, Designers Committee, 2005

Alfa Romeo 8C Competizione
- Premio Internazionale Villa d'Este, 2004
- Premio Supercar Festival Automobile International, 2006

Alfa Romeo 8C Spider
- Premio Internazionale Villa d'Este, 2006

Alfa Romeo MiTo
- Plus Belle Voiture de l'Année, Festival Automobile International, 2008
- Dies Besten Autos 2009, Stuttgart, 2009